# Paint Rock Creek (Nowood River)
Der Paint Rock Creek ist ein 64 km langer, rechter Nebenfluss des Nowood River im Norden des US-Bundesstaates Wyoming.

## Verlauf
Der Paint Rock Creek entspringt an der Westflanke des Bomber Mountain am Hauptkamm der Bighorn Mountains im Osten des Big Horn County im zentralen Norden Wyomings, etwa 35 km westlich von Buffalo und 20 km nördlich von Meadow Lark Lake auf einer Höhe von etwa 3865 m. Von dort fließt er in westliche Richtung mit starkem Gefälle durch die Cloud Peak Wilderness des Bighorn National Forest, durchfließt mehrere kleine Gebirgsseen und erhält einige unbenannte Nebenflüsse. Im weiteren Verlauf wendet sich der Paint Rock Creek in südwestliche Richtung, verlässt den Nationalforst und durchfließt mehrere tiefe Schluchten. Nordöstlich von Hyattville erreicht der Fluss das Bighorn Basin und erhält mit dem Medicine Lodge Creek von rechts seinen größten Nebenfluss. Der Paint Rock Creek passiert Hyattville und verläuft in mäandrierendem Verlauf parallel zum Wyoming Highway 31 nach Südwesten, bevor er nach rund 64 km auf einer Höhe von 1260 m in den Nowood River mündet. Der gesamte Flussverlauf befindet sich im Big Horn County.

## Hydrologie
Der Paint Rock Creek ist als Nebenfluss des Nowood River Teil des Einzugsgebietes des Bighorn River, der über Yellowstone, Missouri und Mississippi in den Golf von Mexiko entwässert. Das Einzugsgebiet des Paint Rock Creek umfasst ein Areal von etwa 960 km² und grenzt an die Einzugsgebiete von Shell Creek im Norden, Goose Creek und Piney Creek im Nordosten, Rock Creek und Clear Creek im Osten, Tensleep Creek im Südosten sowie Nowood River im Süden und Westen. Der mittlere Abfluss am Pegel oberhalb der Mündung beträgt 4,48 m³/s, die größten Abflüsse finden sich in den Monaten Mai, Juni und Juli.

## Belege
1. 1 2 3 4 5  Paint Rock Creek (Nowood River). In: Geographic Names Information System. United States Geological Survey, United States Department of the Interior (englisch).
2. ↑  USGS 06273500 PAINTROCK CREEK NEAR MOUTH BELOW HYATTVILLE WY. Abgerufen am 23. Februar 2025.